# Mercedes-AMG GT
Mercedes-AMG GT (рус. А-Эм-Гэ-Джи-Ти́; внутренний индекс C190/С192 для купе и R190 для родстера) — 2-местный и 2-дверный спорткар от немецкой компании Mercedes-Benz и подразделения Mercedes-AMG, преемник Mercedes-Benz SLS AMG. Презентация автомобиля состоялась 9 сентября 2014 года, официальная мировая премьера для широкой публики прошла в октябре 2014 года на автосалоне в Париже.
Существует несколько модификаций купе и родстеров. Все версии собираются на заводе в Зиндельфингене, Германия.
Mercedes-AMG GT позиционируется как конкурент Porsche 911, Jaguar F-Type, Maserati GranTurismo.
28 октября 2021 года Mercedes-Benz анонсировал новый Mercedes-AMG R232 SL-Class как прямой преемник версии родстер.

## История
Интерьер автомобиля Mercedes-AMG GT впервые был представлен общественности 16 апреля 2014 года. Презентация самого GT прошла 9 сентября того же года на Парижском автосалоне. Первыми запущенными версиями являются GT (350 кВт, 476 л.с., 600 Н·м) и GT S (375 кВт, 510 л.с., 650 Н·м).
В продаже Mercedes-AMG GT появился в 2015 году по цене от $129,900. Mercedes-AMG GT – вторая модель, полностью разработанная инженерами из Аффальтербаха.
Mercedes-AMG GT S является текущей машиной безопасности в Формула-1, дебютировав в этой роли на Гран-при Австралии 2015 года.
Тобиас Мерс, генеральный директор Mercedes-AMG GmbH, обещал выпустить версии Mercedes-AMG GT Black Series и GT3 (гоночный и уличный варианты) с целью составить конкуренцию Porsche 911 GT3.
В марте 2015 года на Женевском автосалоне Mercedes-AMG официально представила Mercedes-AMG GT3 — гоночный вариант GT, который будет оснащён атмосферным двигателем M159 V8 с рабочим объёмом в 6208 куб.см (такой же установлен на SLS AMG GT3). Автомобиль будет выполнен в основном из армированного углеродом полимера с целью уменьшения веса спорткара до 1300 кг (2900 фунтов) для того, чтобы соответствовать правилам FIA для гонок. Ожидается, что автомобиль поступит в продажу в 2016 году.
По сообщению англоязычного издания Motor Trend в ноябре 2015 года, подразделение Mercedes-AMG готовит новую модификацию купе AMG GT. Новинка получит название Mercedes-AMG GT R и будет представлена 24 июня 2016 года на Goodwood Festival of Speed. По сравнению с обычным GT, новый автомобиль станет легче на 80-100 кг, появятся полноуправляемое шасси, активные аэродинамические элементы и регулируемые амортизаторы, мощная тормозная система и большие колёса.
Под капотом Mercedes-AMG GT R, предположительно, будет устанавливаться модернизированный 4,0-литровый турбированный двигатель V8, чья максимальная мощность может вырасти до 404 кВт (550 л.с.). С такими данными автомобиль способен разгоняться с 0 до 100 км/ч всего за 3,4 секунды, что на 0,2 меньше, чем S модификация. В интервью с изданием Car and Driver Тобиас Моерс, руководитель спортивного подразделения Mercedes-Benz, сообщил о том, что модификация GT R будет отличаться от GT / GT S вариантов не только мощностью и переработонной подвеской, но и активным аэродинамическим оперением.
Концерн Daimler AG анонсировал запуск версии AMG GT R в июне 2016 года. Как и предполагалось, автомобиль оснастили битурбированным 4-литровым бензиновым двигателем с прямым впрыском топлива. Мощность силового агрегата составила 430 кВт (585 л.с.). С таким двигателем и той же 7-ступенчатой роботизированной АКПП AMG GT R разгоняется с 0 до 100 км/ч за 3,6 секунд. Максимальная скорость составляет 318 км/ч.
В сентябре 2016 года немецкий концерн Daimler AG представил две версии модификации AMG GT в кузове родстер: GT Roadster и GT C Roadtser. Премьера состоялась на Парижском автосалоне. Оба автомобиля оснащены большой радиаторной решёткой с вертикальными планками и усиленными кузовами с утолщённым сечением стенок порогов, дополнительными поперечинами и дугами безопасности. Родстер оснастили тем же битурбированным двигателем, что и купе, но с модифицированными настройками, что привело к увеличение производительности до 476 лошадиных сил у базового варианта и до 557 л.с. у варианта с литерой «C». Обе версии тяжелее варианта в кузове купе: 1595 и 1660 кг против 1540—1570 кг. Продажи начнутся весной 2017 года.
В марте 2017 года на Женевском автосалоне состоится презентация специальной серии Mercedes-AMG GT C Roadster Edition 50, которая выйдет ограниченным тиражом в 500 единиц. Особое издание, приуроченное к 50-летию подразделения Mercedes-AMG, получит модифицированные и эксклюзивные экстерьер и интерьер. Старт продаж родстера намечен на июль 2017 года.
В мае 2017 года компания сообщила о выпуске лимитированного издания Mercedes-AMG GT3 «Edition 50». Основные внешние отличия включают новый эксклюзивный серый цвет кузова, матовую чёрную полосу с надписью «50 Years AMG» на капоте, шильдики и надписи «50 Years Of Driving Performance», сплиттеры и пороги из углеволокна, а также огромные логотипы AMG на антикрыле и лобовом стекле. Технические модернизации состоят из удаления ограничителя на отдачу двигателя и установки новой выхлопной системы. интерьер салона выполнен в тёмном цвете, а панель приборов, туннель и пороги отделаны матовым углепластиком. По сообщению представителей компании всего будет выпущено 5 единиц данной серии.

### II поколение
В августе 2023 года было представлено второе поколение модели GT, получившие индекс С192. Модель получила 2 модификации под индексами GT55 и GT63. Также в сравнении с первым поколением, у преемника появился второй ряд сидений и полный привод.
Базовая версия — Mercedes-AMG GT 55 4Matic+ Coupe с 4,0-литровым турбированным мотором V8 мощностью 476 л.с., в топовой версии GT 63 4Matic+ Coupe мотор V8 развивает уже 585 л.с. Оба варианта мотора сочетаются с фирменным девятиступенчатым автоматом AMG Speedshift MCT.
Младшая версия разгоняется до 100 км/ч за 3,9 с, старшая – за 3,2 с. Максимальная скорость, соответственно, 295 или 315 км/ч.

## Описание

### Экстерьер
Внешний дизайн AMG GT перенял у своего предшественника SLS AMG — те же широкие колёсные арки и схожая нижняя часть автомобиля, однако двери выполнены не в стиле «крыло чайки». Большой капот и тонкое лобовое стекло также остались прежними. Ведущим дизайнером экстерьера стал Марк Фетерстон, известный по своим предыдущим работам над W176 A-класса, CLA-класс и SLS. Дизайнером интерьера выступил Ян Кауль, разработавший большую центральную консоль и декоративные элементы дизайна, выполненные из кожи и углеродного полимера. Багажник вмещает среднего размера чемодан. Структура транспортного средства состоит на 93 % из алюминия, передний модуль в основном изготовлен из магния.
Модификация AMG GT R имеет несколько косметических изменений по сравнению со стандартным автомобилем. Наиболее выделяются вертикальные планки в передней решётке радиатора, фиксированное заднее крыло, новые передние воздухозаборники и новые передние и задние диффузоры. Стилизация GT R более сравнима с гоночным автомобилем AMG GT3.
Задние крылья модификация в кузове родстер на 57 мм шире стандартных, что позволяет вместить более широкие колёса с увеличенной колеёй.

### Интерьер
Отделка автомобиля выполнена из кожи наппа. Версии в кузове родстер в базовой комплектации также оснащаются кожаной отделкой.

### Двигатели
На выбор, автомобиль оснащается битурбированными 4.0 л двигателем V8 M178 BlueDIRECT, развивающим два варианта мощности: 462 (600 Н·м) и 510 л.с (650 Н·м). На силовом агрегате устанавливаются головки цилиндров с циркониевым сплавом, благодаря чему уменьшается трение и повышается коэффициент теплопроводимости. В двигателе применяется технология смазки с сухим картером как и в Mercedes-Benz SLS AMG. Скорость разгона AMG GT S от 0 до 60 миль/час составляет 3,8 секунды.
Мотор, руль и подвеску можно настроить под стиль вождения. Для этого предусмотрены несколько вариантов – individual, comfort, race, sport и sport+.
Экстремальная версия в кузове купе Mercedes-AMG GT R оснащается битурбированным 4-литровым бензиновым двигателем с прямым впрыском топлива. Мощность силового агрегата составляет 430 кВт (585 л.с.). Скорость разгона от 0 до 100 км/ч составляет 3,6 секунды. Максимальная скорость составляет 318 км/ч.
Версии в кузове купе оснащаются тем же битурбированным двигателем, что и купе, но с модифицированными настройками. Производительность базовой модификации составляет 476 л.с., топовой (AMG GT C Roadster) — 557 лошадиных сил.
| Модель          | Год выпуска | Двигатель                                   | Мощность                         | Крутящий момент              | Выброс CO2 | Разгон 0–100 км/ч | Макс. скорость |
| --------------- | ----------- | ------------------------------------------- | -------------------------------- | ---------------------------- | ---------- | ----------------- | -------------- |
| GT              | 2015        | M178 3982 см3 бензиновый битурбированный V8 | 462 л.с. (340 кВт) @ 6000 об/мин | 600 Н·м при 1500-5000 об/мин | 216 г/км   | 4,0 с             | 307 км/ч       |
| GT S            | 2015        | M178 3982 см3 бензиновый битурбированный V8 | 510 л.с. (375 кВт) @ 6250 об/мин | 650 Н·м при 1750–4750 об/мин | 219 г/км   | 3,8 с             | 312 км/ч       |
| GT Roadster     | 2017        | M178 3982 см3 бензиновый битурбированный V8 | 476 л.с. (350 кВт) @ 6000 об/мин | 630 Н·м при 1700–5000 об/мин | 219 г/км   | 4,0 с             | 302 км/ч       |
| GT C Roadster   | 2017        | M178 3982 см3 бензиновый битурбированный V8 | 557 л.с. (410 кВт) @ 6250 об/мин | 680 Н·м при 1900–5750 об/мин | 259 г/км   | 3,7 с             | 316 км/ч       |
| GT R / GT R Pro | 2017        | M178 3982 см3 бензиновый битурбированный V8 | 585 л.с. @ 6250 об/мин           | 700 Н·м при 1900–5500 об/мин | 259 г/км   | 3,6 с             | 319 км/ч       |
| GT3             | 2016        | M159 6208 см3 бензиновый атмосферный V8     | 550 л.с. (404 кВт)               | TBA                          | TBA        | TBA               | TBA            |

| Спецификации AMG GT после рестайлинга | Спецификации AMG GT после рестайлинга | Спецификации AMG GT после рестайлинга           | Спецификации AMG GT после рестайлинга | Спецификации AMG GT после рестайлинга | Спецификации AMG GT после рестайлинга | Спецификации AMG GT после рестайлинга | Спецификации AMG GT после рестайлинга |
| Модель                                | Год выпуска                           | Двигатель                                       | Мощность                              | Крутящий момент                       | Выброс CO2                            | Разгон 0–100 км/ч                     | Макс. скорость                        |
| ------------------------------------- | ------------------------------------- | ----------------------------------------------- | ------------------------------------- | ------------------------------------- | ------------------------------------- | ------------------------------------- | ------------------------------------- |
| GT                                    | 2017                                  | M178 3982 см3 бензиновый битурбированный V8     | 476 л.с. (350 кВт) @ 6000 об/мин      | 630 Н·м при 1700-5000 об/мин          | 216 г/км                              | 3,8 с                                 | 304 км/ч                              |
| GT S                                  | 2017                                  | M178 3982 см3 бензиновый битурбированный V8     | 522 л.с. (384 кВт) @ 6250 об/мин      | 670 Н·м при 1800–5000 об/мин          | 219 г/км                              | 3,5 с                                 | 310 км/ч                              |
| GT3 Evo                               | 2020                                  | M159 6208 см3 бензиновый атмосферный V8         | 550 л.с. (404 кВт)                    | 630 Н·м при 1700–5000 об/мин          | 219 г/км                              | 4,0 с                                 | 302 км/ч                              |
| GT Black Series                       | 2021                                  | M178 LS2 3982 см3 бензиновый битурбированный V8 | 720 л.с. (537 кВт) @ 6700-6900 об/мин | 800 Н·м при 2000–6000 об/мин          |                                       | 3,2 с                                 | 325 км/ч                              |
| GT Track Series                       | 2022                                  | M178 LS2 3982 см3 бензиновый битурбированный V8 | 724 л.с. (540 кВт) @ 6700-6900 об/мин | 850 Н·м при 2000–6000 об/мин          |                                       |                                       |                                       |

### Ходовая часть

#### Подвеска
AMG GT реализует переднюю среднемоторную, заднеприводную компоновку. Двигатель располагается внутри колёсной базы автомобиля. Шасси спорткара изготавливается из сплава алюминия, капот из магния, а крышка багажника из стали, двойные поперечные рычаги спереди и сзади из кованного алюминия. Вес автомобиля составляет около 1629 кг.
Модификация AMG GT C оснащается полноуправляемым шасси и адаптивной подвеской. В базовой версии родстера установлен самоблокирующийся дифференциал, в AMG GT C — электронноуправляемый.

#### Трансмиссия
Мощность силового агрегата, установленного на автомобиле Mercedes-AMG GT, передаётся на задние колёса через роботизированную преселективную 7-ступенчатую коробку AMG SPEEDSHIFT DCT с двойным сцеплением на дифференциал ограниченного скольжения, перекочевавшая в усовершенствованном виде с AMG SLS. Развесовка составляет 47:53 в пользу задней части.
Модификации в кузове родстер оснащаются той же 7-ступенчатой роботизированной АКПП, но с новой программой управления и изменёнными передаточными числами: первая ступень стала длиннее, а высшая (седьмая) и главная передача — короче.

#### Тормозная система
на всех модификация автомобиля AMG GT установлена высокопроизводительная тормозная система. Базовая версия AMG GT оснащается вентилируемыми перфорированными тормозными дисками диаметром 360 мм с обеих сторон. На модификацию с литерой «S» устанавливаются тормозные диски диаметром 390 миллиметров спереди и 360 мм сзади. Керамическая высокопроизводительная композитная тормозная система, имеющая меньший вес, более длительный срок службы, доступна для обеих моделей в качестве опции. В таком варианте в передней части автомобиля устанавливаются тормозные диски диаметром 402 миллиметра, а в задней — 360 мм.
Модификация Mercedes-AMG GT R в базовой комплектации оснащается вентилируемыми перфорированными тормозными дисками диаметром 390 мм спереди и 360 мм сзади. Как и базовому купе AMG GT, данной версии доступна высокопроизводительная керамическая тормозная система (на заказ).
Версии в кузове родстер оснащаются той же тормозной системой, что и AMG GT / AMG GT S: в базовом варианте GT Roadtser установлены перфорированные тормозные диски диаметром 360 мм с обеих сторон автомобиля, в топовой версии AMG GT C установлены те же диски, но диаметром 390 мм спереди и 360 мм сзади.

#### Колёса и шины
Как в кузове купе, так и в качестве родстера, автомобиль оснащается 19-дюймовыми передними (9.0 J x 19) и 19 (11 J x 19) или 20-дюймовыми (12.0 J x 20) задними литыми дисками с красными тормозными суппортами.
В базовой версии автомобиля в кузове родстер устанавливаются широкопрофильные шины размером 255/35 R 19 спереди и 295/35 R 19 сзади. В модификации AMG GT C Roadtser спереди устанавливаются шины размером 265/35 R19, сзади — 305/30 R 20.

### Электрооборудование
Автомобиль Mercedes-AMG GT оснащён адаптивной AMG подвеской, 3-этапной системой AMG ESP, парктрониками, системой объёмного звучания Burmester, технологией Keyless-Go, системой COMAND, камерой заднего вида, системой Collision Prevention Assist PLUS, креслами AMG Performance с памятью и подогревом, 8 подушками безопасности, 2-зональным климат-контролем THERMOTRONIC, круиз-контролем с технологией SPEEDTRONIC и светодиодными фарами.

## Специальные серии

### Edition 50
Внешне от стандартной версии родстер Mercedes-AMG GT C Roadster Edition 50 отличается особыми легкосплавными колёсными дисками, окраской кузова (два уникальных цвета: «designo graphite grey magno» и «designo cashmere white magno»), насадками на выхлопные трубы. Салон особой серии получил отделку кожей наппа с контрастной строчкой, фирменное спортивное рулевое колесо, обшитое экологически чистой микрофиброй «Dinamica», и шильдики «Edition 50».
В качестве силового агрегата для специального издания предлагается четырехлитровый V8 двигатель с двумя турбонагнетателями, который агрегируется со спортивной семиступенчатой автоматической коробкой передач 7G-Tronic AMG SpeedShift DCT. Мощность мотора составляет 557 лошадиных сил, а крутящий момент — 680 Н·м.
Запланированный тираж специальной серии состоит из 500 автомобилей. Старт продаж намечен на июль 2017 года.

### Black Series
Эксклюзивная версия суббренда AMG, отличающийся передними и задними бамперами, встроенным и фиксированным антикрылом, расширенными арками и большим обилием карбона. При этом динамические показатели также были улучшены. Совокупная мощность составляет 730 л.с, максимальная скорость составляет 325 км/ч с электронным ограничением и разгоном до 100 км/ч за 3.2 секунды. 18 ноября 2020 Mercedes-AMG GT Black Series поставил рекорд на нюрнбургринге( 6:43,616 минуты), опередив Lamborghini Aventador SVJ. Рекорд продержался на протяжении двух лет, после чего в ноябре 2022 года был побит также автомобилем от подразделения Mercedes-AMG, One.

### SpeedLegend
Компания HWA AG принадлежащая компании Mercedes-AMG выпустила уникальный спидстер на базе Mercedes-AMG GT R. Автор проекта Mercedes-AMG GT R SpeedLegend — Роланд Буссинк, который вдохновлялся формульными болидами Mercedes-AMG F1 и Mercedes-McLaren SLR Stirling Moss. На мощностях HWA AG в Аффальтербахе было сделано всего пять спидстеров.

## Тюнинг

### BRABUS 600 GT S
На 66-м Франкфуртском автосалоне, прошедшем 17 сентября 2015 года, тюнинг-ателье Brabus представило модифицированную версию AMG GT S, названную BRABUS 600 GT S. Комплект обновления получил название PowerXtra B40 - 600.
Самым основным отличием от стандартной версии является модифицированный двигатель. Перенастройка электронного управляющего блока подняла мощность до 441 кВт (600 л.с.) при 6400 об/мин, а крутящий момент — с 650 до 750 Нм при 4800 об/мин. Скорость разгона спорткара до 100 км/ч составляет 3,6 секунды, то есть на 0,2 с быстрее стандартного GT S, а ограничение максимальной скорости установлено на 325 км/ч, что превышает заводское значение на 15 км/ч. Широкими «акустическими» возможностями наделён выхлопной тракт из титана и углеволокна, который легче штатного на 40%. Из салона можно регулировать его громкость – заставить шептать тише серийного GT S или сотрясать землю громовыми раскатами. Тем не менее, автомобиль по-прежнему соответствует заявленным нормам выхлопа загрязняющих веществ. Ещё один аспект острых впечатлений от тюнинг-кара – доработанная подвеска с пружинами, уменьшающими дорожный просвет на 15 мм.
Первоначальную эстетику эффектного купе удалось сохранить благодаря аэродинамическому оперению из карбона – деликатному и функциональному, а также передним 20-дюймовым и задним 21-дюймовым «кросс-спицевым» колёсным дискам, выполненным по технологии BRABUS Monoblock F «PLATINUM EDITION». Покрышки производства Continental, Pirelli или Yokohama – 275/30 ZR 20 и 305/25 ZR 21 соответственно.
Для кабины двухместного автомобиля дизайнеры интерьера разработали эксклюзивные аксессуары, такие как пластины из нержавеющей стали, подсвечивающиеся вставки с логотипом BRABUS, хромированные педали и другие. Основные цвета внутренней отделки — белый, чёрный и красный. BRABUS 600 GT S получил новый, специально разработанный более эргономичный руль с подрулевыми переключателями передач.
Как и на все другие компоненты Brabus, на комплект производительности для GT S выдаётся 3-летняя гарантия BRABUS Tuning Warranty (до 100 000 километров / 62 000 миль).

### RENNtech
Тюнинг-ателье RENNtech также готовит к выпуску модифицированную версию AMG GT S. Изменения включают перепрошивку электронного блока управления, установку даунпайпов со спортивным катализатором и новых литых дисков R20/R21.
Первый прототип автомобиля от RENNtech был представлен на автовыставке SEMA, проходившей 3 — 6 ноября 2015 года в городе Лас Вегас, США. Официально ателье RENNtech представили программу доработки для купе Mercedes-AMG GT S в феврале 2016 года. Для повышения производительности были установлены выхлопные трубы из нержавеющей стали, более производительные воздушные фильтры, а также интегрировано новое программное обеспечение. Специалисты компании увеличили мощность 4,0-литрового двигателя V8 с двумя турбинами до 726 л.с. и 889 Н·м крутящего момента. Данный комплекс доработок, получивший название R1 Performance, доступен только для 510-сильной модификации AMG GT S и обойдется клиенту в 11 880 долларов США. Кроме того, компания также предлагает оснастить Mercedes-AMG GT S спортивной подвеской, благодаря которой дорожный просвет занижается на 38 мм. Стоимость данной опции составляет $1980.

## Галерея
- Вид спереди
- Вид сзади
- AMG GT
на Женевском автосалоне
- AMG GT
на Женевском автосалоне
- AMG GT S
- AMG GT S